# 阿庫科查湖
10°46′27″S 76°32′50″W / 10.77417°S 76.54722°W
阿庫科查湖（Lake Acucocha），是秘魯的湖泊，位於該國中部帕斯科大區，由帕斯科省的西蒙玻利瓦爾區和廷亞瓦爾科區負責管轄，屬於曼塔羅河流域的一部分。